# Martin Keown
Martin Raymond Keown (Oxford, 24 de julho de 1966) é um ex-futebolista inglês, com grande ascendência irlandesa, que jogou a maior parte de sua carreira no Arsenal. Além de zagueiro, chegou a atuar em algumas partidas como volante.
Antes de ser futebolista, jogou futebol gaélico em sua cidade natal.

## Carreira por clubes
Keown, revelado pelo Arsenal, jogou pelas categorias de base do clube entre 1980 e 1984, ano em que foi promovido ao elenco principal pelo técnico Don Howe, mas ainda era considerado "verde" para ser titular. Para ganhar mais experiência, os Gunners emprestaram o zagueiro ao Brighton & Hove Albion em 1984, tendo jogado 23 partidas e marcado um gol.
Voltou ao Arsenal em 1985, mas atuou pouco: foram apenas 26 partidas até 1986, quando foi negociado com o Aston Villa por 200 mil libras. No clube de Birmingham, o zagueiro atuou por 3 anos (1986-89), disputando 112 jogos e marcando 3 gols. Foi o suficiente para que o Everton contratasse Keown em 1989, por 750 mil libras. Até 1993, ano em que deixou os Toffees, defendeu a equipe azul de Liverpool em 96 oportunidades.
Seu regresso definitivo ao Arsenal foi em fevereiro de 1993, tendo Keown liderado a zaga Gunner ao lado de Tony Adams, Steve Bould e Andy Linighan. Com as saídas de Linighan para o Crystal Palace em 1997, e de Bould para o Sunderland em 1999, além da aposentadoria de Adams em 2002, Keown, mesmo com a nova parceria com Sol Campbell, começava a perder espaço a partir de 2003, com a ascensão do jovem marfinense Kolo Touré. Em sua última temporada com os Gunners, que sagrariam-se campeões invictos, o zagueiro disputou apenas 10 partidas, e deixou a equipe londrina em 2004, assinando com o Leicester City durante seis meses.
Em 2005, foi contratado pelo Reading, onde atuou em apenas cinco partidas antes de encerrar a carreira pela primeira vez, ao final da segunda divisão inglesa.
Voltou da aposentadoria no dia 22 de junho de 2012, para jogar em um time da 9° divisão da Inglaterra, o Wembley FC, junto com outros veteranos, como Claudio Caniggia, Ray Parlour, Graeme Le Saux e Brian McBride, disputando a Taça da Inglaterra. Keown não chegou a jogar, e encerrou definitivamente sua carreira, aos 45 anos.

## Seleção
Por ser descendente de irlandeses, Keown foi convencido por Jack Charlton a defender a Seleção Irlandesa, mas o zagueiro não aceitou o convite, preferindo jogar pela Inglaterra. Atuou pelas equipes sub-21 e B, antes de chegar ao time principal em 1992, quando foi convocado para a Eurocopa devido à lesão de Mark Wright, e atuou nas três partidas do English Team, eliminado na primeira fase.
Esnobado por Terry Venables, que não convocou o jogador para nenhuma partida, Keown só voltaria a ter chances na Seleção em 1997, já com Glenn Hoddle no comando. Convocado para a Copa de 1998, não jogou nenhuma partida, e disputaria ainda a Eurocopa de 2000, atuando em 2 jogos.
Aos 35 anos, foi lembrado por Sven-Göran Eriksson para disputar a Copa de 2002, mas, como em 1998, foi apenas um espectador no banco de reservas, acompanhando o desempenho da dupla de zaga formada por Rio Ferdinand e Sol Campbell, seu companheiro no Arsenal. Encerrou sua trajetória no English Team após o jogo contra o Brasil, contabilizando 43 partidas e dois gols marcados.

## Títulos
Arsenal
- Premier League: 1997–98, 2001–02, 2003–04[8]
- FA Cup: 1997–98, 2001–02, 2002–03
- FA Community Shield: 1998, 1999, 2002
- European Cup Winners' Cup: 1993–94